# Steinbeke
Die Steinbeke ist ein etwa 10,5 km langer nur sehr selten Wasser führender linker Nebenfluss der Lippe, ihr Wasser fließt über den Rhein in die Nordsee. Der Höhenunterschied zwischen Quelle und Mündung beträgt 175 m.

## Verlauf
Die Steinbeke entspringt ausgangs der Bielsteinschlucht am Gemeindedreieck der Städte Horn-Bad Meinberg, Bad Lippspringe, sowie der Gemeinde Schlangen etwa 800 Meter Luftlinie östlich der Gaststätte Bauerkamp auf etwa 310 m über Normalnull.
Der Bach führt zunächst für etwa 1,9 km in südwestlicher Richtung. Auf diesem 1,9 km langen Oberlauf bis Noaks Pumpe, bildet die Steinbeke auf ihrer gesamten Länge die Kreisgrenze Paderborn / Lippe. Darüber hinaus dient das meist trockene Flussbett des Oberlaufes gleichzeitig als Waldweg, der in Karten als Steinbeker Weg bezeichnet ist. Das ist wahrscheinlich auch der Grund, weshalb der Oberlauf der Steinbeke auf Topografischen Landkarten fehlt. Ab Noacks Pumpe führt die Steinbeke für 2,0 km in überwiegend südlicher Richtung weiter. Auf diesem Abschnitt befindet sich bei etwa Bachkilometer 3,5 etwa 20 m östlich der Steinbeke der Römerbrunnen. Sobald dieser Brunnen überläuft, fließt sein Wasser über einen Graben in die Steinbeke ab. Ab hier führt der Bach wieder für etwa 1,75 km in südwestlicher Richtung bis zu den beiden Forsthäusern des Regionalforstamts Hochstift
und der Herzoglichen Forstverwaltung. Bis hier führte der Bach vollständig durch Waldgebiet. Ab hier führt der weitere Verlauf für etwa 3,1 km in überwiegend westlicher Richtung bis nach Bad Lippspringe hinein. Jetzt fließt der Bach wieder für gut 1,5 km in südwestlicher Richtung weiter bis zur Mündung in die Lippe, auf etwa 135 m über Normalnull. In diesem Abschnitt führen die ersten 320 m durch eine Rohrleitung unterhalb der Steinbekestraße.
Im Unterlauf soll die Steinbeke aus der Ortslage von Bad Lippspringe herausverlegt und renaturiert werden. Die geplante Maßnahme ist bis heute noch nicht erfolgt.

## Wasserführung
Aufgrund des verkarsteten Untergrunds führt der Bach auf seiner gesamten Länge nur an wenigen Tagen pro Jahr Wasser, insbesondere nach der Schneeschmelze oder nach langanhaltendem Starkregen. Es gibt auch Jahre, in denen das Wasser der Steinbeke gar nicht die Ortslage von Bad Lippspringe erreicht.